# Catalina McAuley
Catalina McAuley, R.S.M., (del inglés: Catherine McAuley) (Dublín, Irlanda, 29 de septiembre de (supuestamente) 1778 - 11 de noviembre de 1841) fue una religiosa y fundadora católica irlandesa. Fue declarada venerable el 9 de abril de 1990 por el Papa Juan Pablo II.

## Vida

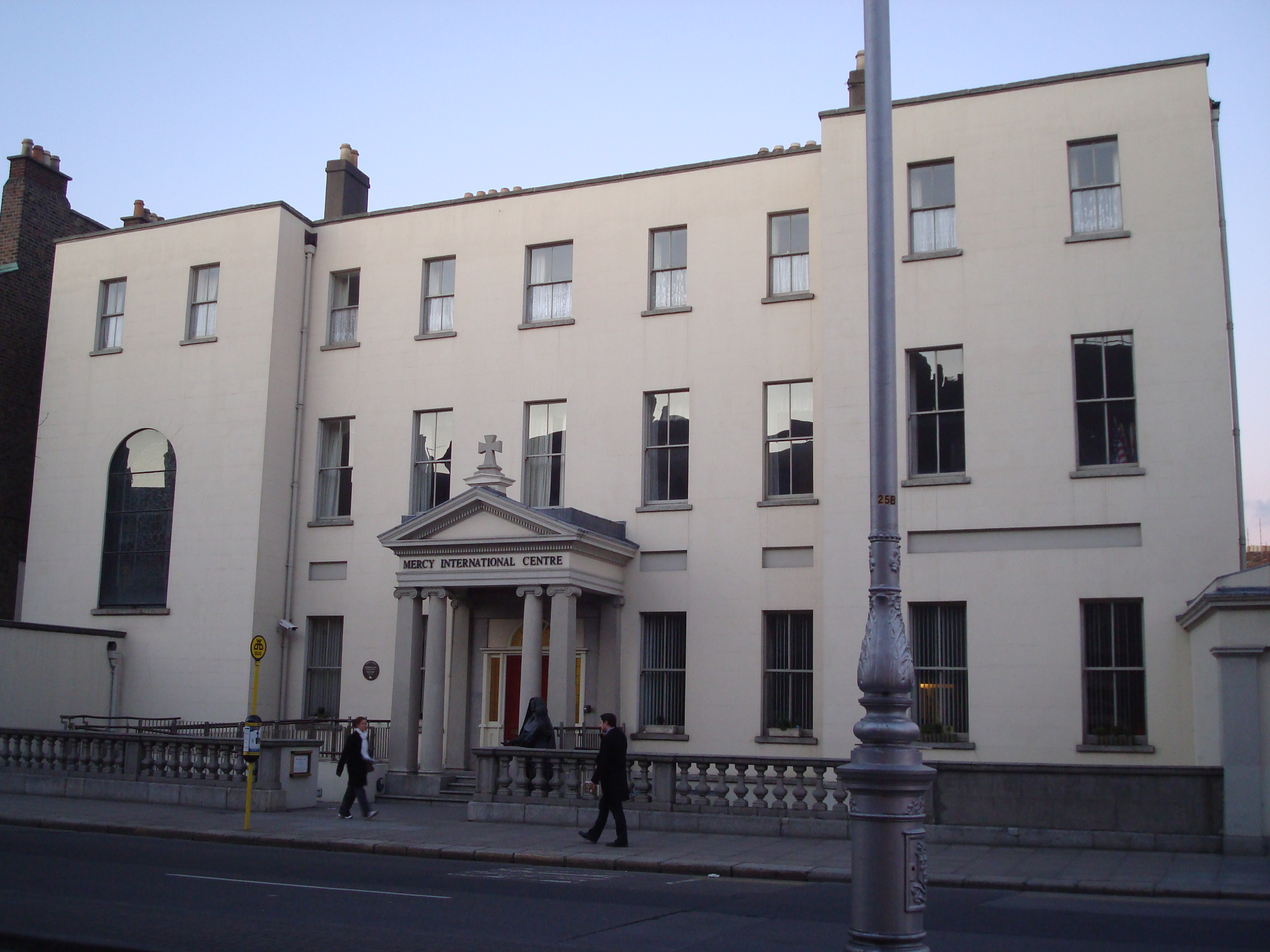
Casa de la Merced

### Juventud
Nació en el seno de una familia rica y muy católica, de ascendencia escocesa. Los fines de semana su padre, Jacobo, traía niños pobres a su casa para instruirlos en la fe católica. Su padre  murió cuando Catalina era muy joven, y tras la muerte prematura de su madre, Elinora Conway, en 1798, Catalina fue a vivir con unos parientes. Sin embargo, sus primos eran protestantes, así que no se conformaban con su práctica de la fe católica, y la criticaron mucho. En fin, en 1803, Catalina se mudó a vivir con Guillermo y Catalina Callaghan, una pareja mayor y sin hijos, para cuidar a la esposa. Vivían en una finca de nueve hectáreas un poco afuera de la ciudad. Durante 20 años ella se preocupó por ellos y manejó su hacienda. El señor Callaghan murió en 1822, ya viudo, y, para sorpresa de Catalina, la dejó su estado completo.

### Servicios a los pobres
La muerte de su prima, Ana Conway Vda. de Bryn, en 1822, dejó dos hijas huérfanas, las cuales Catalina adoptó y trajo a vivir con ella. En 1824 finalmente heredó la fortuna de los Callaghan y usó el dinero en alquilar un solar en la Calle Baggott en Dublín para construir un refugio para mujeres y niñas sin techo, también que un colegio para niñas pobres. La intención de Catalina fue que sea un ministro laico. 
Su hermana, María McAuley de Macauley, se muere en augusto de 1827, dejando cinco hijos, y Catalina asume la responsabilidad por sus sobrinos. La Casa de Misedicordia fue inaugurada el próximo 24 de septiembre, fiesta de La Merced. La joven Catalina Bryn McAuley y una colega, Ana María Doyle, se mudaron a la Casa y empezaron las obras de misericordia. Catalina McAuley dividió su tiempo entre la Casa en Baggott, la finca Callaghan y la casa de su cuñado.
Un año después, el obispo de Dublín permitió que la Casa se llamara "Casa de la Merced", y recibió a la sobrina de Catalina, María Macauley McAuley, en la Iglesia católica. También dedicó la capilla de la Casa cómo templo público de la Iglesia y permitió que las damas de la Casa visitarían los enfermos en sus casas y hospitales.

### Fundadora
Poco a poco otras damas se fueron uniendo a ella. Pero surgió una murmuración entre el público y el clero de la ciudad, hablando de la comunidad de mujeres quien vivían como religiosas pero sin hábito o votos. Así, en 1830, Catalina y sus compañeras decidieron a fundar la congregación religiosa de las Hermanas de la Misericordia. Con esa meta, Catalina y dos otras de la comunidad entraron el noviciado de las Hermanas de la Presentación de María, una congregación irlandesa, emitiendo sus votos religiosos en el 12 de diciembre de 1831, así estableciendo la nueva congregación. Al día siguiente, el obispo nombró McAuley como Madre Superiora de la congregación.
Las tres volvieron a la Casa en Baggott y la Madre Catalina recibió siete doncellas como novicias en enero de 1832, incluyendo su sobrina, María Teresa Macauley McAuley. Ya en la primavera posterior, las alumnas del colegio eran más de 300, con muchas mujeres recibiendo ayuda ahí. Lamentablemente, la ciudad de Dublín sufrió una plaga de la cólera ese verano. Aunque estaba sufriendo la comunidad al perder unas de las tres primeras hermanas debido a la tuberculosis, la Madre Catalina se puso de acuerdo que ellas mantuviesen un hospital para cuidar a las víctimas de la plaga. La hermanas proveyeron de personal las 24 horas del día durante siete meses, hasta que la plaga se consumó. 
En un dolor de corazón, su sobrina, la Sor María Teresa, tomó sus votos durante el noviembre de 1833 en su lecho de muerte, muriéndose una semana después. Sin embargo, su hermana, Catalina Macauley McAuley, tomó el hábito al principio de 1834, con el nombre de Sor Mariana Inés. Las dificultades de la pequeña congregación siguieron. En octubre de ese mismo año, el nuevo párroco cerró la capilla al público, con sus donativos que mantenían la comunidad.

### Expansión y muerte
Sin embargo a la oposición de algunos religiosos, la congregación recibió una carta de afirmación de la Santa Sede, y con ese apoyo la Madre Catalina empezó una expansión de la congregación. Durante sus diez años como Superiora, se fundaron 14 comunidades independientes de las religiosas, doce en Irlanda, y otras dos en Inglaterra. Estaba constantemente viajando para esto, aparte de la supervisión de la casa en Dublín.
El Papa Gregorio XVI confirmó la Regla y las Constituciones de la congregación el 6 de junio de 1841, la cual reciben en Irlanda en septiembre. En ese momento, la Madre Catalina estaba sufriendo de problemas en los pulmones, siendo diagnosticado como tuberculosis. Murió el siguiente 11 de noviembre.

## Herencia
Al tiempo de su fallecimiento, las Hermanas de la Misericordia eran aproximadamente unas 150. Hoy día hay como 4.000 distribuidas por todo el mundo. El Papa Juan Pablo II la declaró venerable el 9 de abril de 1990. Sigue su causa en proceso de beatificación.En el Perú este año que el papa Francisco declara año de la Misericordia se celebra 50 años de la llegada de las hermanas de la Misericordia de irlanda al Perú un 19 de abril de 1966,sembrando el carisma de la misericordia según Mt 25 hoy continúan con vocaciones peruanas.